# زبان‌های بومی استرالیا

درصدی از جمعیت استرالیا که به زبان‌های بومی استرالیایی صحبت می‌کنند

زبان‌های بومی استرالیا شامل ۲۹۰ تا ۳۶۳ زبان در ۲۸ خانواده زبانی و زبان تک‌خانواده هستند که توسط بومیان استرالیا و تعدادی از جزیره‌های اطراف گویش می‌شوند. روابط بین این زبان‌ها در حال حاضر مشخص نیست. با وجود این عدم اطمینان، زبان‌های بومی استرالیا به‌طور کلی تحت عنوان «زبان‌های استرالیایی» یا «خانواده استرالیایی» قرار می‌گیرند.
این اصطلاح می‌تواند زبان‌های تاسمانیایی و تنگه تورس را نیز دربر گیرد در حالی که رابطه ژنتیکی میان اولی و استرالیایی ناشناخته و دومی جزئی از خانواده پاما-نیونگایی است و به زبان‌های پاپوآیی بسیار نزدیک.
در اواخر قرن هجدهم، بیش از ۲۵۰ گروه اجتماعی متمایز بومی و به همین تعداد زبان یا گویش مختلف وجود داشت. وضعیت و دانش زبان‌های بومی امروزه بسیار متفاوت است. بسیاری از زبان‌ها و فرهنگ‌های بومی با تجاوز اروپاییان از بین رفتند. فقط برای برخی از این زبان‌ها، مستندات اندکی از واژگان و دستور زبان وجود دارد. در آغاز قرن ۲۱، کمتر از ۱۵۰ زبان بومی در استفاده روزانه باقی مانده بود که بیشتر آن‌ها به شدت در معرض خطر انقراض بودند. در سال ۲۰۲۰، ۹۰٪ از بیش از ۱۰۰ زبان بومی استرالیا در معرض خطر بودند و فقط ۱۳ تا از آن‌ها به کودکان منتقل می‌شدند. زبان‌های بازمانده در منزوی‌ترین مناطق واقع شده‌اند.
هفت زبان پرسخنگوی استرالیایی، همچون وارلپیری، مورینه-پاثا و تیوی بین ۱٬۰۰۰ تا ۳٬۰۰۰ سخنگو دارند.

## تاریخ

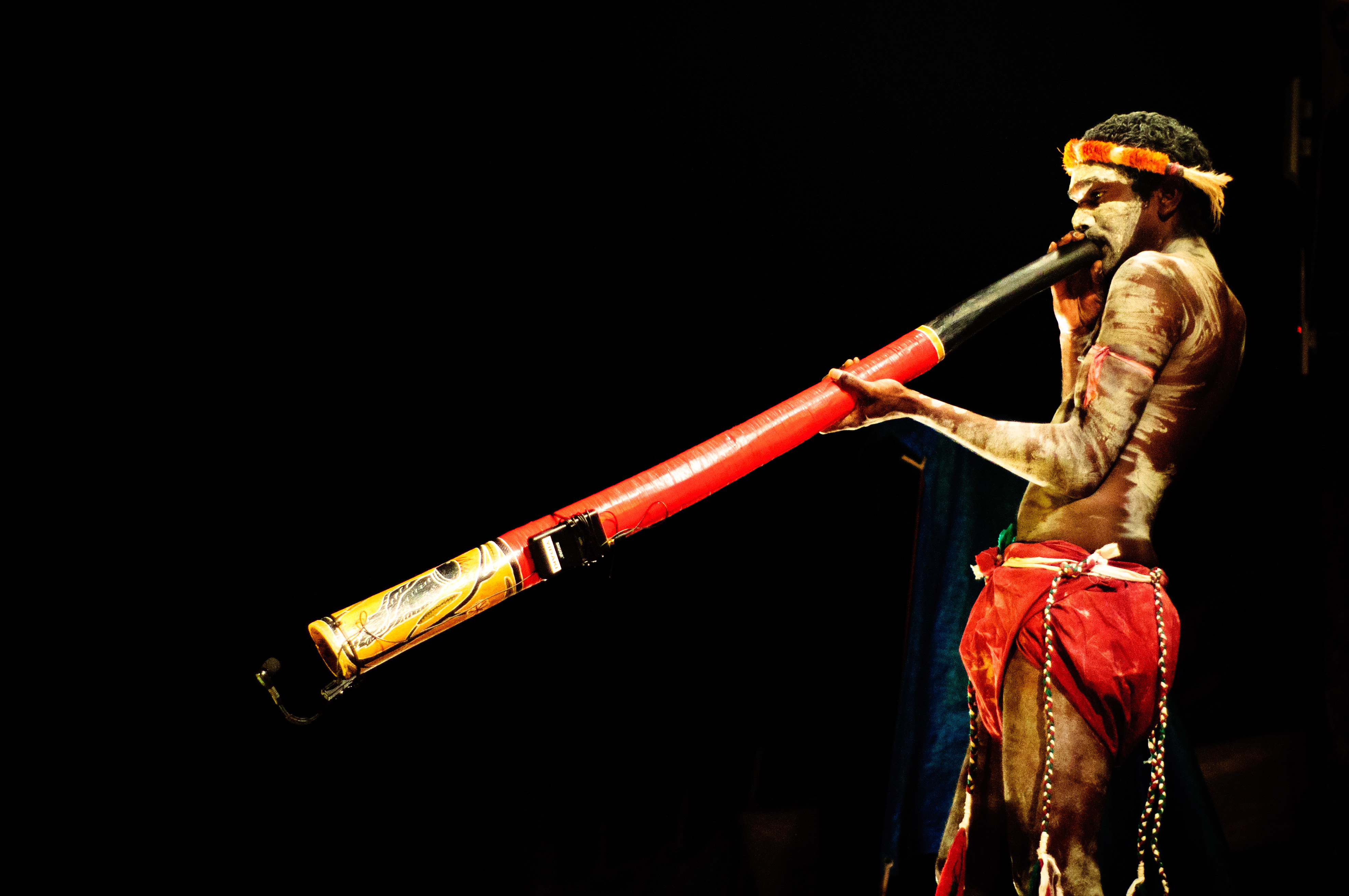
یک بومی استرالیا با ساز دیجریدو

بومیان جزیره استرالیا از اقوام گوناگونی تشکیل شده‌اند که برای بیش از ۵۰٬۰۰۰ سال در این سرزمین ساکن بوده‌اند. این مردم دارای یک تاریخچه ژنتیکی مشترک و همچنین پیچیده هستند، اما فقط در دویست سال گذشته‌است که آن‌ها به شکل یک گروه واحد تعریف می‌شوند. زمان ورود نخستین مردم به قاره و جزایر مجاور محل بحث پژوهشگران است. نخستین بقایای قاطع حضور بشر مربوط به بیش از ۵۰ هزار سال پیش است. با ورود سفیدپوستان و دیگر مردمان به سرزمین استرالیا، ساختار زندگی بومیان که طی هزاران سال دست‌نخورده باقی‌مانده بود، به شدت دچار دگرگونی شد. امروزه بومیان همراه با دیگر گروه‌های قومی و نژادی، در مناطق مختلف استرالیا زندگی می‌کنند و تا حدودی سنت‌ها و روش زندگی خود را حفظ کرده‌اند.
در گذشته، بومیان استرالیایی در بخش‌های گسترده‌ای از فلات قاره زندگی می‌کردند و حدود ۱۱٬۷۰۰ سال پیش در دوره میان‌یخچالی هولوسن از بسیاری از جزایر کوچک‌تر دریا و تاسمانی هنگامی که آب طغیان کرد، جدا شدند. مطالعات در مورد ترکیب ژنتیکی گروه‌های بومی هنوز ادامه دارد، اما شواهد نشان می‌دهد که آن‌ها با مردم آسیایی باستان و نه افراد امروزی هم‌ریشگی دارند و دارای اشتراکاتی با پاپوآیی‌ها هستند ولی سال‌هاست که از جنوب شرق آسیا جدا شده‌اند. در این سرزمین پیش از سکونت گسترده اروپاییان، بیش از ۲۵۰ زبان بومی وجود داشت.
جمعیت بومیان استرالیا در زمان استقرار دائمی اروپا بحث‌برانگیز است و بین ۳۱۸٬۰۰۰ تا ۱٬۰۰۰٬۰۰۰ نفر تخمین زده می‌شود که توزیع آن مشابه توزیع جمعیت کنونی استرالیا که بیشتر در جنوب شرقی و در امتداد رود مورای متمرکز می‌باشد، بوده‌است. بیشتر این جمعیت در اثر بیماری‌هایی که در پی استقرار اروپاییان شایع شدند، کاهش چشم‌گیری یافت. قتل‌عام‌ها و درگیری‌های مرزی با شهرک‌نشینان اروپایی نیز به کاهش جمعیت کمک شایانی کرد.
اگرچه اشتراکات زیادی در میان اقوام مختلف بومی وجود دارد، اما آن‌ها اقوام گوناگون و مجزایی هستند که هرکدام فرهنگ، آداب و رسوم و زبان خاص خود را دارند. در زمان استقرار اروپایان، بیش از ۲۵۰ زبان بومی رایج بود و هم‌اکنون تخمین زده می‌شود که ۱۲۰ تا ۱۴۵ از این زبان‌ها همچنان زنده هستند که فقط ۱۳ مورد از آن‌ها در معرض نابودی قرار ندارند. امروزه بیشتر بومیان به زبان انگلیسی و به گویش بومیان استرالیا نیز سخن می‌گویند که این گویش با افزوده شدن عبارات و کلمات بومیان به انگلیسی ایجاد شده‌است و تأثیر چشم‌گیری از واج‌شناسی و دستور زبان‌های بومیان پذیرفته‌است.

## دسته‌بندی‌ها

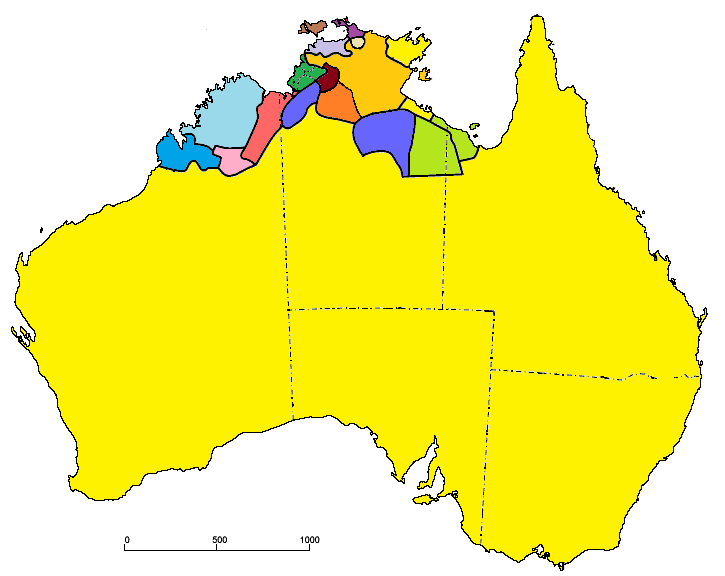
خانواده‌های زبانی استرالیا. از غرب به شرق:

دسته‌بندی‌های گوناگونی برای زبان‌های بومی استرالیا ارائه شده‌است؛ در این میان گلاتولوگ ۲۳ خانواده مستقل و ۹ زبان یگانه را برای زبان‌های استرالیایی برمی‌شمرد.
خانواده‌ها (۲۳)
- پاما-نیونگایی (۲۴۸)
- گونوینیوگی (۱۲)
- دالی غربی (۱۱)
- نیولنیولی (۱۰)
- ووروری (۱۰)
- می‌رندی (۵)
- ایوایدجی (۴)
- مانگاررایی-ماری (۴)
- مانینگریدا (۴)
- تانگکی (۴)
- گیمبیو (۳)
- جاراکی (۳)
- یانگمانی (۳)
- بونابی (۲)
- دالی شرقی (۲)
- دالی شمالی (۲)
- دالی جنوبی (۲)
- گاروی (۲)
- لیمیلنگان-وولنا (۲)
- مارکو-وورروگو (۲)
- تاسمانیایی شمال شرقی (۲)
- تاسمانیایی جنوب شرقی (۲)
- تاسمانیایی غربی (۲)

یگانه‌ها (۹)
- گاگودجو
- کونگاراکانی
- لاراگیا
- مینکین
- خلیج صدف-رود بزرگ-سوانپورت کوچک
- تیوی
- اومبوگارلا
- وادجیگینی
- واگمان

## شمار سخنگویان
گزارش ملی زبان‌های بومی یک بررسی منظم در مورد وضعیت زبان‌های بومی استرالیا و جزیره‌نشینان تنگه تورس است. که در سال‌های ۲۰۰۵، ۲۰۱۴ و ۲۰۱۹ انجام شد.
زبان‌هایی با بیش از ۱۰۰ سخنگو:
- نیو ساوت ولز:
  - ۳ زبان (~ ۶۰۰):
    - یوگامبه-بوندجالونگ
      - بوندجالونگ (~ ۱۰۰)
      - یوگامبه (~ ۲۰؛ مشترک با کوئینزلند)
      - گیثابول (~ ۱۰؛ مشترک با کوئینزلند)

    - ویرادجوری (~ ۵۰۰)
    - گامیلارای (~ ۱۰۰)
- ویکتوریا:
  - نامشخص
- تاسمانی:
  - نامشخص
- استرالیای جنوبی:
  - ۴ زبان (~ ۳٬۹۰۰):
    - نگارریندجری (~ ۳۰۰)
    - آدیاماثانها (~ ۱۰۰)
    - یانکونیتجاتجایا (~ ۴۰۰)
    - پیتجانتجاتجارا (~ ۳٬۱۰۰؛ مشترک با قلمرو شمالی و استرالیای غربی)
- کوئینزلند:
  - ۵ زبان (~ ۱٬۸۰۰):
    - گوگو یالانجی (~ ۳۰۰)
    - گوگو ییمیدیر (~ ۸۰۰)
    - کوک ثایوره (~ ۳۰۰)
    - ویک مونگکان (~ ۴۰۰)
- استرالیای غربی:
  - ۱۷ زبان (~ ۸٬۰۰۰):
    - نونگار (~ ۵۰۰)
    - وانگکاتا (~ ۳۰۰)
    - نگانیاتجارا (~ ۱٬۰۰۰)
    - مانیتجیلییتجاررا (~ ۱۰۰)
    - مارتو وانگکا (~ ۷۰۰)
    - پانیجیما (~ ۱۰۰)
    - یینجیبارندی (~ ۴۰۰)
    - نیانگومارتا (~ ۲۰۰)
    - باردی (~ ۴۰۰)
    - واجاری (~ ۱۰۰)
    - پینتوپی (~ ۱۰۰؛ مشترک با قلمرو شمالی)
    - پیتجانتجاتجارا (~۳٬۱۰۰؛ مشترک با قلمرو شمالی و استرالیای جنوبی)
    - کوکاتجا (~ ۱۰۰)
    - والماتجاری (~ ۳۰۰)
    - گونییاندری (~ ۱۰۰)
    - دجارو (~ ۲۰۰)
    - کیجا (~ ۲۰۰)
    - میریوونگ (~ ۲۰۰)
- قلمرو شمالی:
  - ۱۹ زبان (~ ۲۸٬۱۰۰):
    - لوریتجا (~ ۱٬۰۰۰)
    - آررنته بالا (~ ۴٬۵۰۰)
    - وارلپیری (~ ۲٬۳۰۰)
    - کایتتیه (~ ۱۰۰)
    - وارومونگو (~ ۳۰۰)
    - گوریندجی (~ ۴۰۰)
    - مورینه پاثا (~ ۲٬۰۰۰)
    - تیوی (~ ۲٬۰۰۰)
    - پبنتوپب (~ ۱۰۰؛ مشترک با استرالیای غربی)
    - ذ (~۳٬۱۰۰؛ مشترک با استرالیای غربی و استرالیای جنوبی)
    - ایوایدجا (~ ۱۰۰)
    - مائونگ (~ ۴۰۰)
    - کونوینجکو (~ ۱٬۸۰۰)
    - بورارا (~ ۱٬۰۰۰)
    - دووال (~۴٬۲۰۰)
    - دجینانگ (~ ۱۰۰)
    - نونگوبویو (~ ۳۰۰)
    - آنیندیلیاکوا (~ ۱٬۵۰۰)

در کل ۴۶ زبان با ۴۲٬۳۰۰ سخنگو وجود دارد؛ ۱۱ زبان فقط ۱۰۰ و ۱۱ زبان بیش از ۱٬۰۰۰ سخنگو دارند.
- کریول‌ها:
  - کریول (~ ۲۰٬۰۰۰)